# ITサービスマネジメント
ITサービスマネジメント（英: Information Technology Service Management）とは、顧客のニーズに合致した適切なITサービスを提供するマネジメント活動全般のことである。その運用の維持管理ならびに継続的改善を行っていくための仕組みをITサービスマネジメントシステムと呼ぶ。ITサービスマネジメントの略称はITSMで、ITサービスマネジメントシステムの略称はITSMSである。

## 概要
ITサービスを提供する企業には利用顧客のニーズだけでなく、自身の事業目標の達成、事業活動に必要な法令の遵守など、複雑で様々な要件が求められる。これらを適切に管理し、各種ITサービスを利用顧客に提供する為に必要な仕組みをITサービスマネジメントと呼ぶ。
一般的にITサービスマネジメントは以下の5階層で整理され、仕組みが提供されている。
| 階層               | 概要                                                                               |
| ------------------ | ---------------------------------------------------------------------------------- |
| ISO/IEC20000 Part1 | ITサービスマネジメントの認証基準であり、ITサービスを提供する企業が満たすべき規格。 |
| ISO/IEC20000 Part2 | ITサービスマネジメントの実施基準であり、認証基準を満たす為の参考例。               |
| BIP0005/PD 0015    | ITサービス管理の概要を記述したチェックリスト。                                     |
| ITIL               | ITサービスマネジメントを実行する為のベストプラクティスを文書化したもの。           |
| 手順書             | 企業や組織が個別に作成している業務ごとの手順書、操作指示書、ランブック。           |

## ITサービス業
ITサービスとはITを利用する顧客のビジネスを支援するIT機能の集合体である。情報化社会においてはITとビジネスは切っても切れない関係にあり、企業にとって新しいビジネスモデルや市場そのものを産み出す存在となっており、必要とされるサービスの重要性・複雑性は増し、その内容も日々高度化してきている。一部の高度なITサービスは企業単体で扱えきれなくなり、ITサービスを専門に扱う会社、データセンターの誕生とともにITサービス業という業種が誕生した。